# Żlebińska Przełęcz Wyżnia
Żlebińska Przełęcz Wyżnia (ok. 1350 m) – przełęcz w północno-wschodniej grani Płaczliwej Skały w Tatrach Bielskich na Słowacji. Znajduje się pomiędzy Głośną Skałą (1658 m) na południu a Żlebińskimi Turniami (1401 m) na północy. Jest to szeroka przełęcz, jej rejon porasta las. Stoki  zachodnie opadają do Zlebiny, z wschodnich do Doliny Szerokiej Bielskiej opada Głośny Żleb. W najniższym miejscu przełęczy znajduje się błoto, a w odległości kilkudziesięciu metrów od niego ambona strzelecka. Na przełęczy krzyżują się 4 ścieżki: jedna wiedzie na grzbiet Głośnej Skały, druga na Żlebińskie Turnie, trzecia na Żlebińską Przełęcz trawersując zachodnie zbocza Żlebińskich Turni, czwarta Głośnym Żlebem do znakowanego szlaku ze Zdziaru na Szeroką Przełęcz Bielską. Cały rejon Tatr Bielskich poza znakowanymi szlakami to zamknięty dla turystów i taterników obszar ochrony ścisłej TANAP-u.